# Захаревич Ярослав Олегович
Яросла́в Оле́гович Захаре́вич (нар. 24 вересня 1989, місто Київ) — український футболіст, півзахисник.

## Біографія
Ярослав Захаревич народився 24 вересня 1989 року в Києві. З 2000 року виступав за юнацькі команди «Динамо» (Київ), в тому числі й у ДЮФЛ — за «Динамо» та ФК «Відрадний». Першим тренером був Гребеножко О. В. Навесні 2004 року виступав за «Локомотив» (Київ), а з літа грав у ДЮФЛ та чемпіонаті Києва за «Арсенал» (Київ). З 2006 року Захаревич виступав за дубль київського «Арсенала», за який дебютував 28 липня у грі проти дублерів «Чорноморець» (Одеса). Всього за дубль провів 66 матчів, у яких забив 3 голи.
За основний склад «Арсенала» (Київ) гравець виступав рідко, 4 рази вийшовши на заміну у чемпіонаті та раз — у кубковому матчі проти команди «Шахтар» (Донецьк). Дебют Ярослава Захаревича у вищій лізі відбувся 6 жовтня 2007 року в домашньому матчі проти «Металурга» (Запоріжжя), в якому він вийшов на заміну на 88-ій хвилині. У липні 2009 на правах оренди перейшов до клубу «Нива» (Тернопіль), за яку виступав на позиції півзахисника. Вважався одним з провідних гравців команди за підсумками першого кола сезону 2009—10.
У січні 2010 року Захаревич поїхав на збори з «Арсеналом» під керівництвом нового тренера В'ячеслава Грозного, хоча попередній тренер, Олександр Заваров, мав намір залишити гравця у першій лізі. 26 лютого 2010 року Захаревич був заявлений за «Арсенал». У Прем'єр-лізі сезону 2009—2010 років провів 9 матчів та зіграв один матч за молодіжний склад.
Захаревич був вперше викликаний до лав молодіжної збірної України Павлом Яковенком у березні 2009 року на матчі проти Північної Ірландії та Сербії. 27 березня дебютував у молодіжній збірній у матчі проти Сербії, вийшовши на заміну на 86-ій хвилині.
Перше коло сезону 2011—2012 років провів за клуб «Кривбас» (Кривий Ріг), а друге коло та перше коло наступного сезону 2012—2013 років — за команду «Оболонь» (Київ). Друге коло спочатку провів як гравець клубу «Оболонь-2» (Київ), а потім перейшов до команди «Славутич» (Черкаси), де грав у ролі півзахисника. 2015 року провів 11 матчів (з яких 1 в Кубку України) і забив 2 голи в складі тернопільської «Ниви», з якою на початку жовтня розірвав контракт за обопільною згодою.
У квітні 2016 року став гравцем клубу «Арсенал-Київщина». 27 травня 2016 оформив перший пента-трик в історії Другої ліги України. На початку липня того ж року перейшов до складу клубу «Оболонь-Бровар».

## Досягнення
- Переможець Другої ліги України (2): 2014/15, 2022/23

## Статистика виступів

### Професіональна ліга
| Сезон     | Команда              | Турнір    | Матчі | Голи |
| --------- | -------------------- | --------- | ----- | ---- |
| 2006–2007 | Арсенал (Київ)       | дубль     | 20    | 1    |
| 2007–2008 | Арсенал (Київ)       | чемпіонат | 3     | 0    |
| 2007–2008 | Арсенал (Київ)       | кубок     | 1     | 0    |
| 2007–2008 | Арсенал (Київ)       | дубль     | 19    | 1    |
| 2008–2009 | Арсенал (Київ)       | чемпіонат | 1     | 0    |
| 2008–2009 | Арсенал (Київ)       | дубль     | 27    | 1    |
| 2009–2010 | Нива (Тернопіль)     | чемпіонат | 8     | 1    |
| 2009–2010 | Арсенал (Київ)       | чемпіонат | 7     | 0    |
| 2009–2010 | Арсенал (Київ)       | дубль     | 1     | 0    |
| 2010–2011 | Арсенал (Київ)       | чемпіонат | 1     | 0    |
| 2010–2011 | Арсенал (Київ)       | кубок     | 1     | 0    |
| 2010–2011 | Арсенал (Київ)       | дубль     | 9     | 0    |
| 2011–2012 | Кривбас (Кривий Ріг) | чемпіонат | 2     | 0    |
| 2011–2012 | Кривбас (Кривий Ріг) | дубль     | 3     | 0    |
| 2011–2012 | Оболонь (Київ)       | чемпіонат | 2     | 0    |
| 2012–2013 | Оболонь (Київ)       | чемпіонат | 16    | 1    |
| 2012–2013 | Оболонь (Київ)       | кубок     | 2     | 0    |
| 2012–2013 | Оболонь-2 (Київ)     | чемпіонат | 1     | 2    |
| 2012–2013 | Славутич (Черкаси)   | чемпіонат | 10    | 1    |
| 2013–2014 | Славутич (Черкаси)   | чемпіонат | 24    | 6    |
| 2013–2014 | Славутич (Черкаси)   | кубок     | 3     | 1    |

### За збірну
| Сезон | Команда          | Турнір    | Матчі | Голи |
| ----- | ---------------- | --------- | ----- | ---- |
| 2006  | Молодіжна збірна | чемпіонат | 1     | 0    |